# Distrikt Corosha
Der Distrikt Corosha liegt in der Provinz Bongará in der Region Amazonas in Nord-Peru. Der Distrikt wurde am 20. Juli 1946 gegründet. Er besitzt eine Fläche von 64,2 km². Beim Zensus 2017 wurde eine Einwohnerzahl von 805 ermittelt. Im Jahr 1993 lag die Einwohnerzahl bei 389, im Jahr 2007 bei 712. Sitz der Distriktverwaltung ist die etwa 2280 m hoch gelegene Ortschaft Corosha mit 80 Einwohnern (Stand 2017). Corosha befindet sich etwa 7 km nordnordwestlich der Provinzhauptstadt Jumbilla.

## Geographische Lage
Der Distrikt Corosha liegt in der peruanischen Zentralkordillere im zentralen Osten der Provinz Bongará. Ein über 3000 m hoher Gebirgskamm begrenzt das Areal im Osten. Entlang der westlichen Distriktgrenze fließt der Oberlauf des Río Imaza nach Norden.
Der Distrikt Corosha grenzt im Südwesten an den Distrikt Jumbilla, im Westen an den Distrikt Florida, im Norden an den Distrikt Yambrasbamba, im Osten an den Distrikt Pardo Miguel (Provinz Rioja) sowie im Südosten an den Distrikt Chisquilla.

## Ortschaften
Neben dem Hauptort gibt es folgende größere Ortschaften im Distrikt:
- Beirut (496 Einwohner)